# 16e division d'infanterie (Armée syrienne libre)
La 16e division d'infanterie (arabe : الفرقة 16 مشاة, Forqat 16 Masha) était un groupe rebelle actif lors de la guerre civile syrienne, actif de 2013 à 2016.

## Logos

Logo de la 16e division de 2013 à mars 2016.
Logo de la 16e division depuis mai 2016.

## Affiliations
Fondée en septembre 2013, la 16e division est affiliée à l'Armée syrienne libre.
Elle fait également partie des mouvements qui fondent le 26 avril 2015 la chambre d'opérations Fatah Halab, active dans le gouvernorat d'Alep,.

## Idéologie
Selon Jennifer Cafarella et Genevieve Casagrande, analystes pour the Institute for the Study of War, la 16e division est modérée et séculariste.

## Commandement et organisation

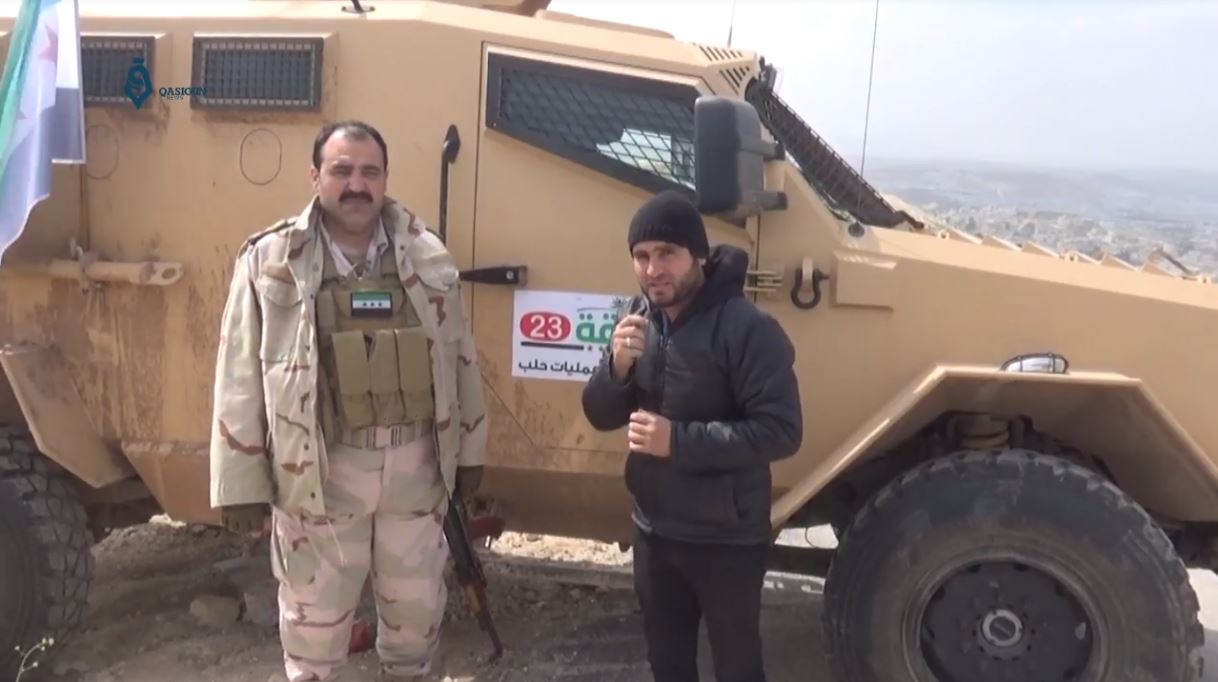
Le colonel Hassan Rajoub, alors à la tête de la 23e division, lors de la bataille d'Afrine, en mars 2018.

La 16e division est commandée par Hassan Rajoub. Elle est divisée en plusieurs unités ; le bataillon des martyrs du Badr, le bataillon des lions de la révolution et le bataillon des martyrs al-Mustafa.

## Zones d'opérations
Le groupe est actif dans le gouvernorat d'Alep, il est très présent dans la ville d'Alep dans les quartiers al-Ashrafieh, Sakan al-Shababi, al-Khalidiye, Beni Zeid et sur la route du Castello.

## Armement
La 16e division fait partie des brigades rebelles soutenues par les États-Unis qui bénéficient de livraisons de missiles antichar BGM-71 TOW américains.

## Exactions
Dans un rapport publié le 4 juillet 2016, Amnesty International accuse la 16e division de crimes de guerre pour avoir enlevé au moins 25 civils kurdes originaires du quartier de Sheikh Maqsoud, à Alep, entre 2012 à 2016. L'ONG dénonce également des cas de tortures et d'exécutions sommaires,. 
Le groupe est également accusé de corruption, en particulier l'un de ses chefs : Khaled Hayani, commandant de l'unité Liwa Shuhada Badr, tué en 2015.

## Dissolution
Éprouvée par de lourdes pertes lors de la bataille d'Alep, la 16e division d'infanterie est dissoute en juillet 2016. Les survivants fonderont par la suite un nouveau groupe : la 23e division.